# نینجای دست‌وپاچلفتی
نینجای دست و پا چلفتی (انگلیسی: Clumsy Ninja) یک بازی ویدئویی اکشن-ماجرایی تک‌نفره برای سکوهای آی‌اواس، اندروید و گوگل پلی می‌باشد که توسط نچرال‌موشن گیمز توسعه و نشر پیدا کرده است.